# Kanton La Seyne-sur-Mer
Der Kanton La Seyne-sur-Mer war von 1869 bis 2015 ein französischer Wahlkreis im Arrondissement Toulon, im Département Var und in der Region Provence-Alpes-Côte d’Azur. Er bestand nur aus einem Teil der Gemeinde La Seyne-sur-Mer. Im Kanton lebten 39.640 Einwohner (Stand: 1. Januar 2012).